# Yseult Williams
Œuvres principales
Impératrices de la mode (2015)
La Splendeur des Brunhoff Fayard (2018)
On l'appelait Maïco (2021) adapté en documentaire pour France 5 (2025)
Yseult Williams est une journaliste, auteure et directrice éditoriale française.

## Biographie
Rédactrice en chef adjointe à Femme actuelle, en 2002 elle est recrutée par Tina Kieffer en tant que rédactrice en chef de Marie Claire. En 2005, le groupe Marie Claire lui confie la direction de Marie France, responsabilité qu'elle assure jusqu'en 2008, où elle est recrutée par la maison d'édition italienne Mondadori afin de lancer la version française de l'hebdomadaire Grazia.
En 2013, elle relance le magazine Lui  en tant que rédactrice en chef avec Frédéric Beigbeder.
En 2015, elle est nommée rédactrice en chef du Grand Journal (Canal +).
En 2021, elle rejoint Alma Studio fondé par Martin Solveig, en tant que directrice éditoriale.
Parallèlement, elle publie des biographies. Dans Impératrices de la mode paru en 2015, elle dresse le portrait de six grandes éditrices historiques de journaux féminins. La Splendeur des Brunhoff publié en 2018, est consacré à la famille Brunhoff qui a lancé les magazines Vogue France et Vu, ainsi que créé le personnage de Babar. Avec On l'appelait Maïco (2021) consacrée à Marie-Claude Vaillant-Couturier, elle obtient le prix littéraire Simone-Veil 2022. Elle co-écrit un documentaire sur Marie-Claude Vaillant-Couturier avec la réalisatrice Madeleine Leroyer  (Case Histoire  France 5,  2025)  

### Vie privée
Yseult Williams est la petite fille du physicien nucléaire irlandais Cormac Ó Ceallaigh (en),, et de J.B Williams, scénariste, producteur et fondateur de la guilde des scénaristes en Grande-Bretagne.

## Publications
- Impératrices de la mode, La Martinière (2015)
- La Splendeur des Brunhoff, Fayard (2018)
- On l'appelait Maïco, Grasset (2021)

## Distinctions
- 2010 : Prix de l'innovation pour Grazia
- 2011 : « Femme d'influence »
- 2016 : « Femme d'exception Piaget »
- 2020 : Prix des lecteurs du Livre de Poche pour La Splendeur des Brunhoff[3]
- 2022 : Prix littéraire Simone-Veil pour On l'appelait Maïco[4]